# Visan
 Visan  es una población y comuna francesa, en la región de Provenza-Alpes-Costa Azul, departamento de Vaucluse, en el distrito de Aviñón y cantón de Valréas.
Está integrada en la Communauté de communes de l'Enclave des Papes.

## Demografía
| 1216 | 1238 | 1211 | 1289 | 1514 | 1612 |
| Para los censos de 1962 a 1999 la población legal corresponde a la población sin duplicidades (Fuente: INSEE [Consultar]) |      |      |      |      |      |